# Lepidocyrtoides
Genre
Lepidocyrtoides est un genre de collemboles de la famille des Entomobryidae.

## Distribution
Les espèces de ce genre se rencontrent en Asie, en Océanie et en Amérique du Sud.

## Liste des espèces
Selon Checklist of the Collembola of the World (version du 12 septembre 2019) :
- Lepidocyrtoides bicolor Yoshii & Suhardjno, 1992
- Lepidocyrtoides bicolorangelus Cipola & Bellini, 2017
- Lepidocyrtoides caeruleomaculatus Cipola & Bellini, 2017
- Lepidocyrtoides cheesmani Womersley, 1937
- Lepidocyrtoides colormutatus Cipola & Bellini, 2017
- Lepidocyrtoides cucullaris (Schött, 1917)
- Lepidocyrtoides fasciatus (Womersley, 1934)
- Lepidocyrtoides flavocinctus (Schött, 1917)
- Lepidocyrtoides hopkini Cipola & Bellini, 2017
- Lepidocyrtoides malabaricus Mandal, Suman & Bhattacharya, 2019
- Lepidocyrtoides matahari Yoshii & Suhardjno, 1992
- Lepidocyrtoides meraukeae Yoshii & Suhardjno, 1992
- Lepidocyrtoides najtae (Yoshii, 1989)
- Lepidocyrtoides novacaledoniae Yosii, 1960
- Lepidocyrtoides oliveri Liu, Chen & Greenslade, 2008
- Lepidocyrtoides pictus (Schäffer, 1898)
- Lepidocyrtoides quatuordecimocellata Prabhoo, 1971
- Lepidocyrtoides striatus (Schött, 1901)
- Lepidocyrtoides tapuia (Arlé & Guimaraes, 1980)
- Lepidocyrtoides timorensis Yoshii & Suhardjono, 1992
- Lepidocyrtoides villasboasi (Arlé & Guimaraes, 1981)
- Lepidocyrtoides yasumatsui Uchida, 1944

## Publication originale
- Schött, 1917 : Results of Dr. E. Mjoberg Swedish Scientific Expeditions to Australia 1910-1913. 15. Collembola. Arkiv for Zoologi, vol. 11, no 8, p. 1-60 (texte intégral).